# Brachyserphus laeviceps
Brachyserphus laeviceps är en stekelart som först beskrevs av Thomson 1858.  Brachyserphus laeviceps ingår i släktet Brachyserphus, och familjen svartsteklar. Arten är reproducerande i Sverige.